# Joaquim Mir
Joaquín Mir Trinxet (en catalan,  Joaquim Mir i Trinxet) est un peintre espagnol né à Barcelone le 6 janvier 1873 et mort dans cette même ville le 27 avril 1940.

## Biographie

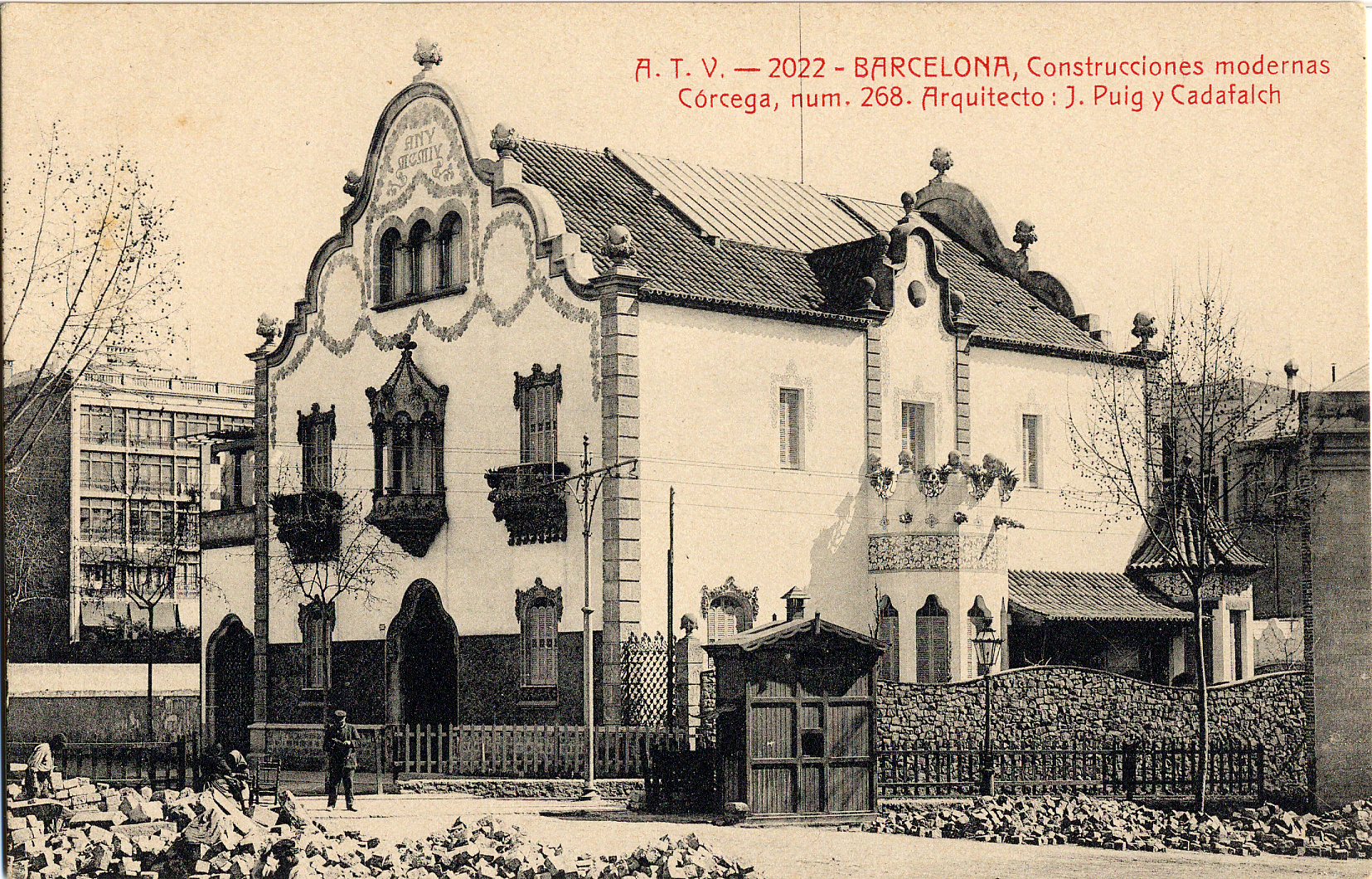
La Casa Trinxet où Joaquim Mir peint plusieurs murs

Il étudie à l'école des beaux arts de Barcelone ainsi qu'à l'atelier du peintre Lluís Graner. Il forme en 1893 la Colla del Safrà avec d'autres artistes : Isidre Nonell, Ricard Canals, Ramon Pichot, Juli Vallmitjana et Adrià Gual. De 1898 à 1900, il est en relation avec les artistes du bar Els Quatre Gats. 
En 1901, il réalise les peintures murales pour la maison de son oncle Avelino Trinxet, grand industriel textile de Barcelone, et mécène. Il part la même année à Majorque avec Santiago Rusiñol, et s'installe à La Calobra. Il réalise là-bas quelques-unes de ses meilleures œuvres. 
En 1903, il déménage à Reus pour raisons de santé. À partir de 1906, il y peint les paysages de l'Aleixar et du Mas Pujol. Il part pour Mollet del Vallès en 1913, puis à Caldes de Montbui, chaque fois pour des raisons familiales. En 1921 il se marie et s'installe à Vilanova i la Geltrú.
Il reçoit en 1930 une médaille pour l'ensemble de son œuvre, et décède dix ans plus tard à Barcelone.
La poste d'Andorre a édité un timbre représentant la vallée de la Massana le 3 mars 2012.

## Œuvre
Il est considéré comme le principal représentant du post-modernisme catalan. Il rénove le style du paysage de la fin du XIXe siècle. Le peintre paysagiste Josep Puigdengolas Barrella est en effet influencé.  Son style est personnel, dynamique, très coloré et expressif. Son œuvre a été léguée en grande partie à la bibliothèque de Catalogne par son fils. 
La Caixaforum lui a dédié une rétrospective en 2009 à Barcelone. Plusieurs de ses œuvres sont exposées au musée national d'art de Catalogne.

## Galerie

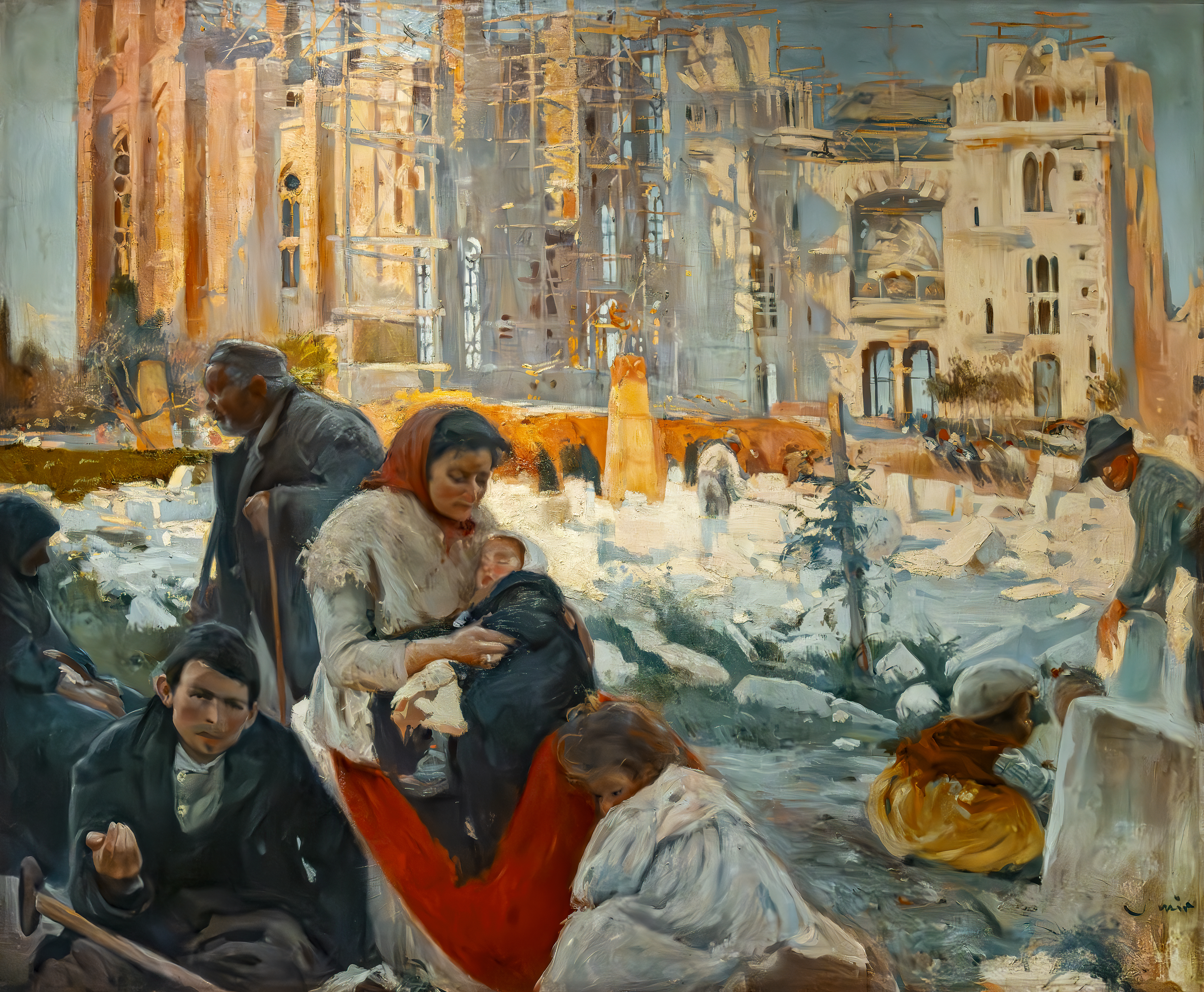
1898 La cathédrale des pauvres (MNAC)
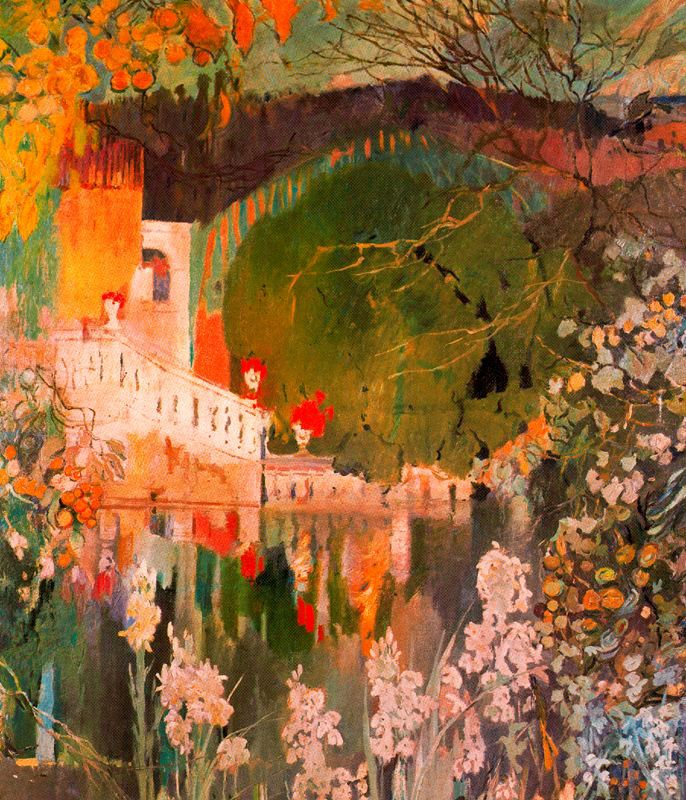
1901 Fresque à la Maison Trinxet (Barcelone, détruite en 1967)
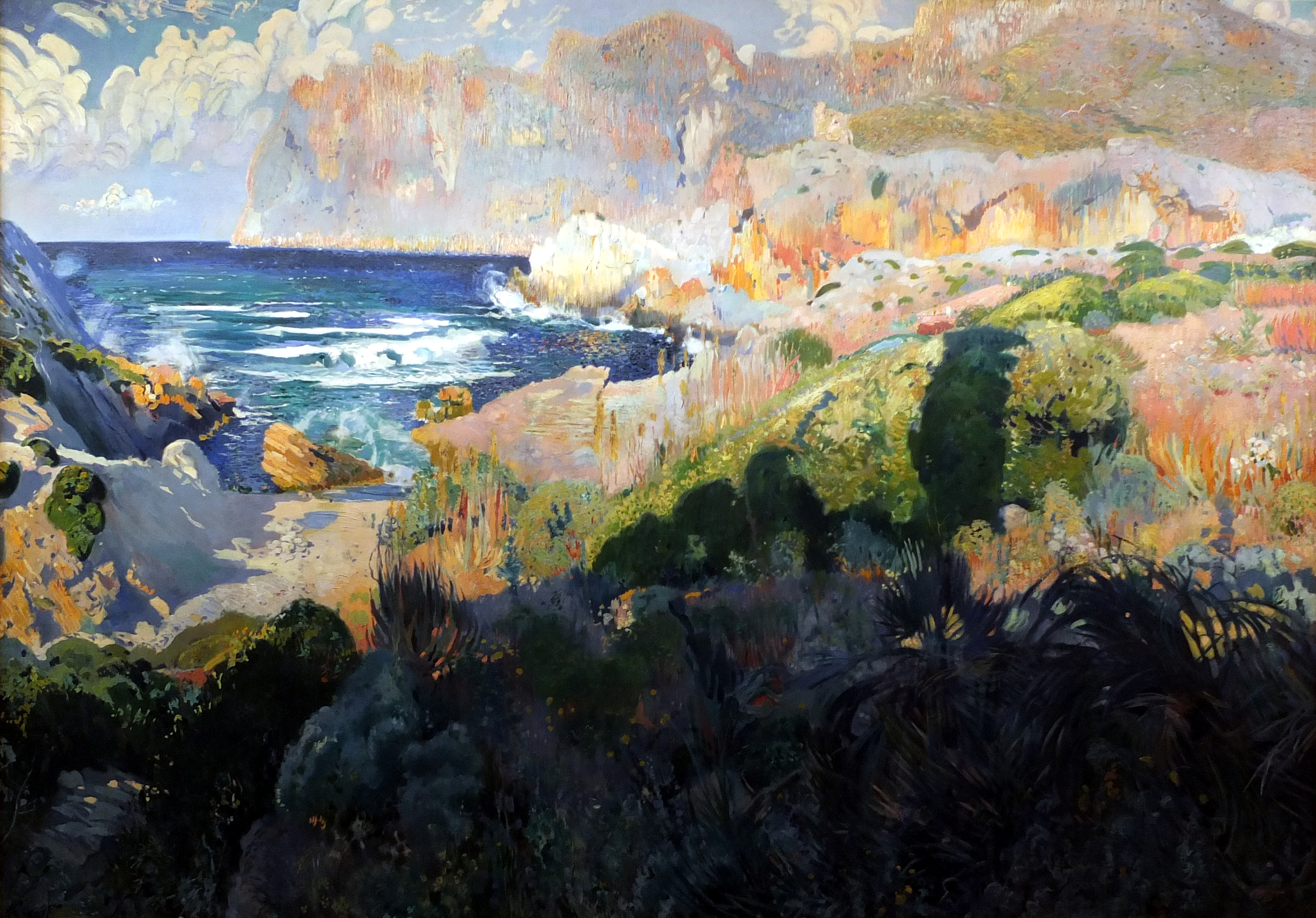
1902 Grotte de Sant Vicenç à Majorque (Musée de Montserrat)
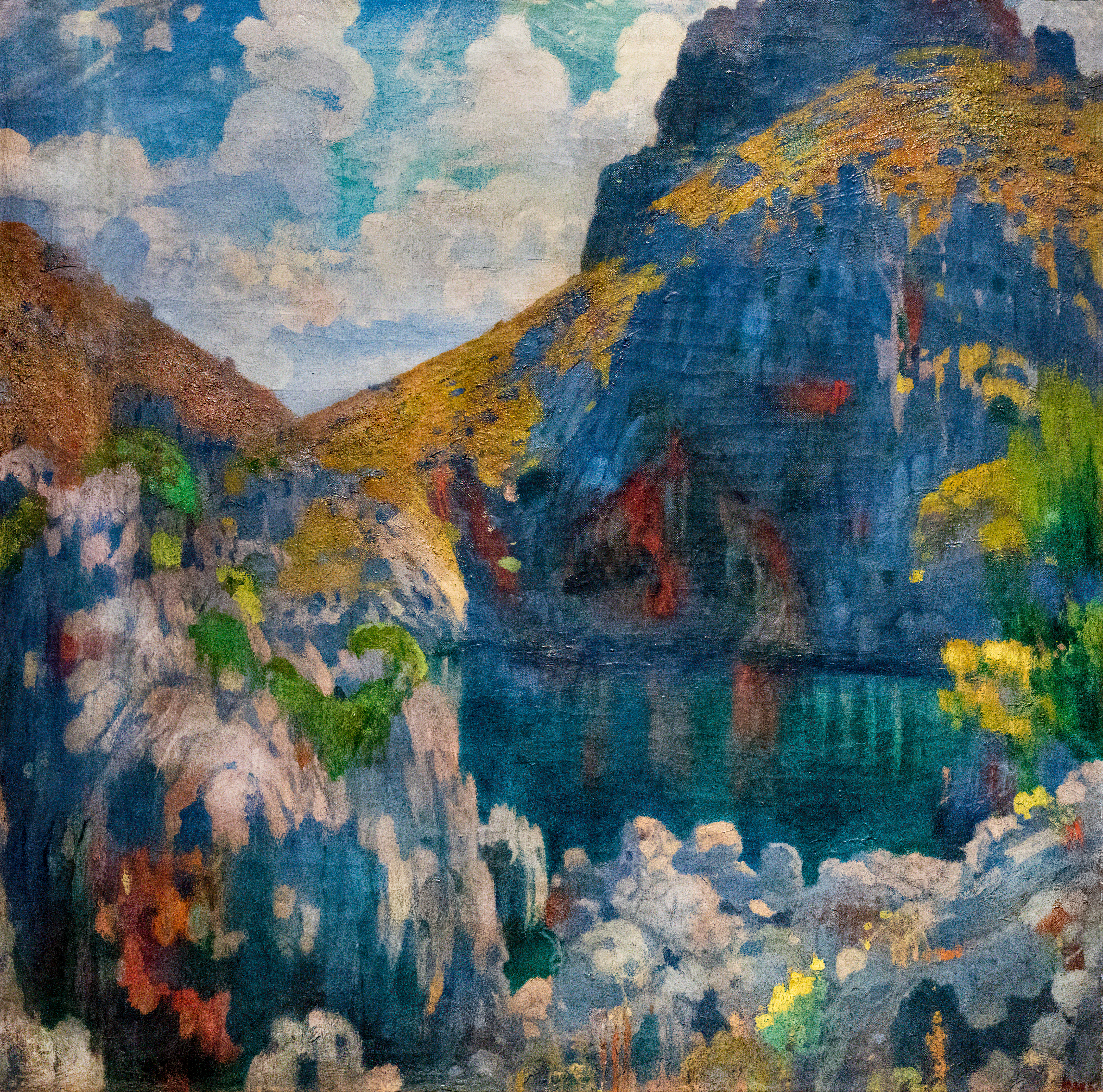
1902 Or et azur (MNAC)
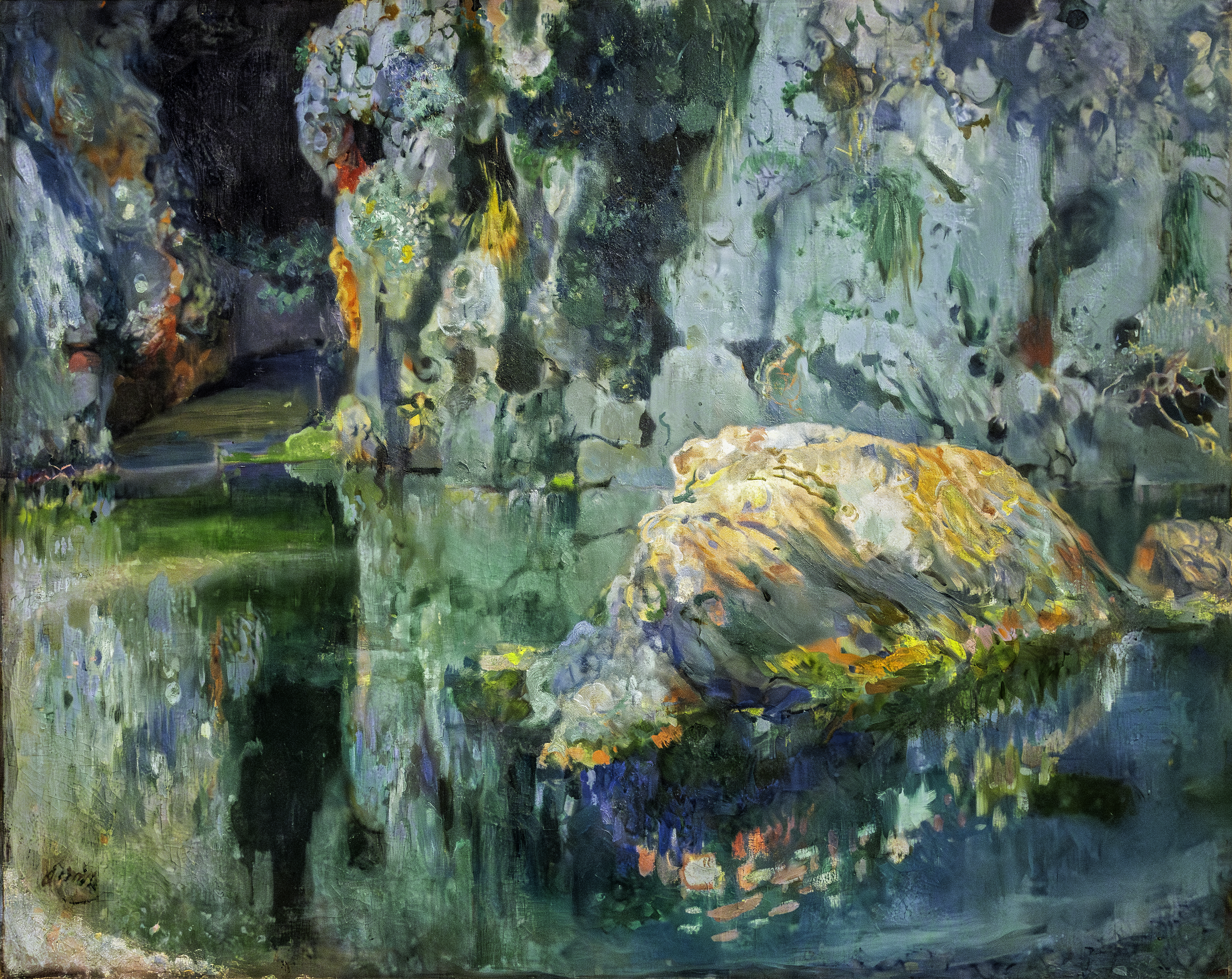
1903 Le rocher de l'étang(MNAC)
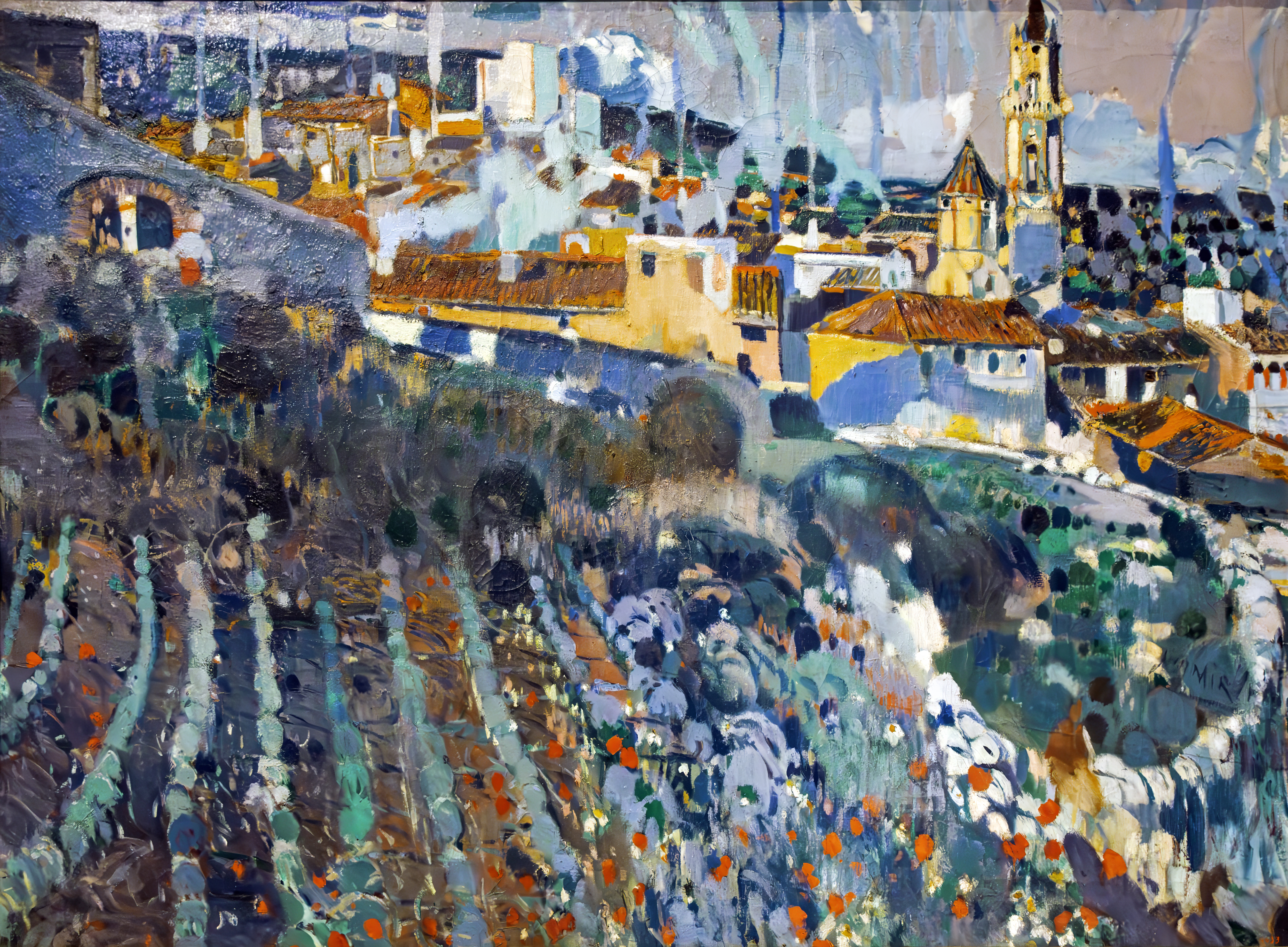
1906-1909 Le village en terrasse (MNAC)
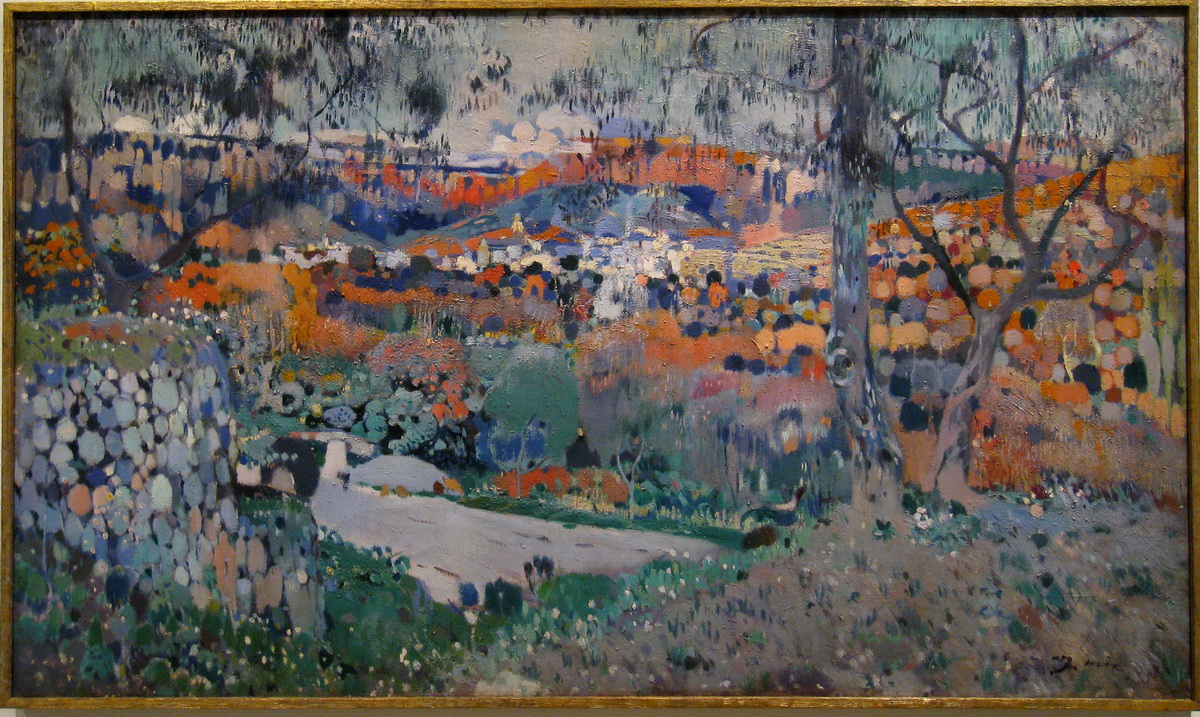
1907 Paysage à L'Aleixar
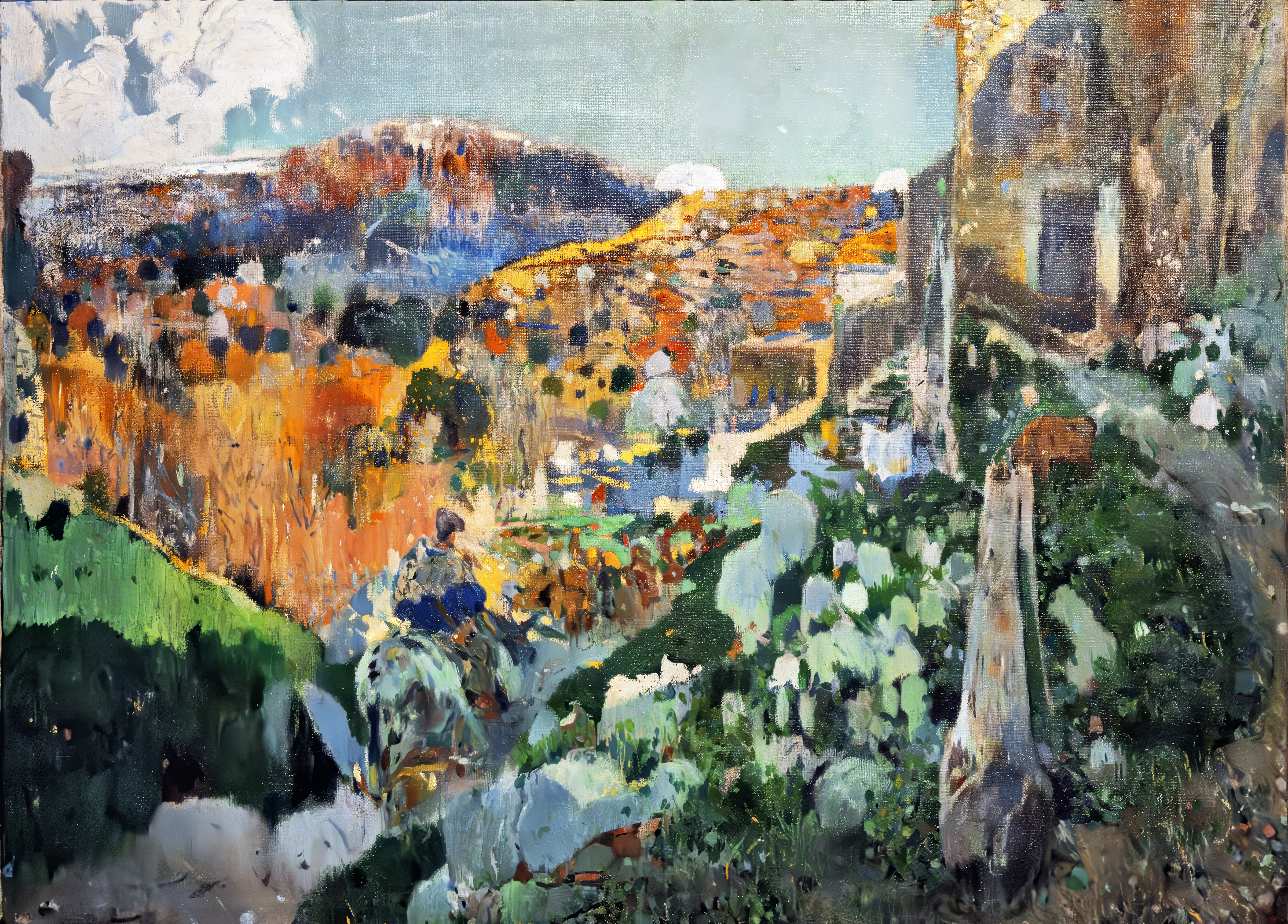
1910 Le Bijou (MNAC)
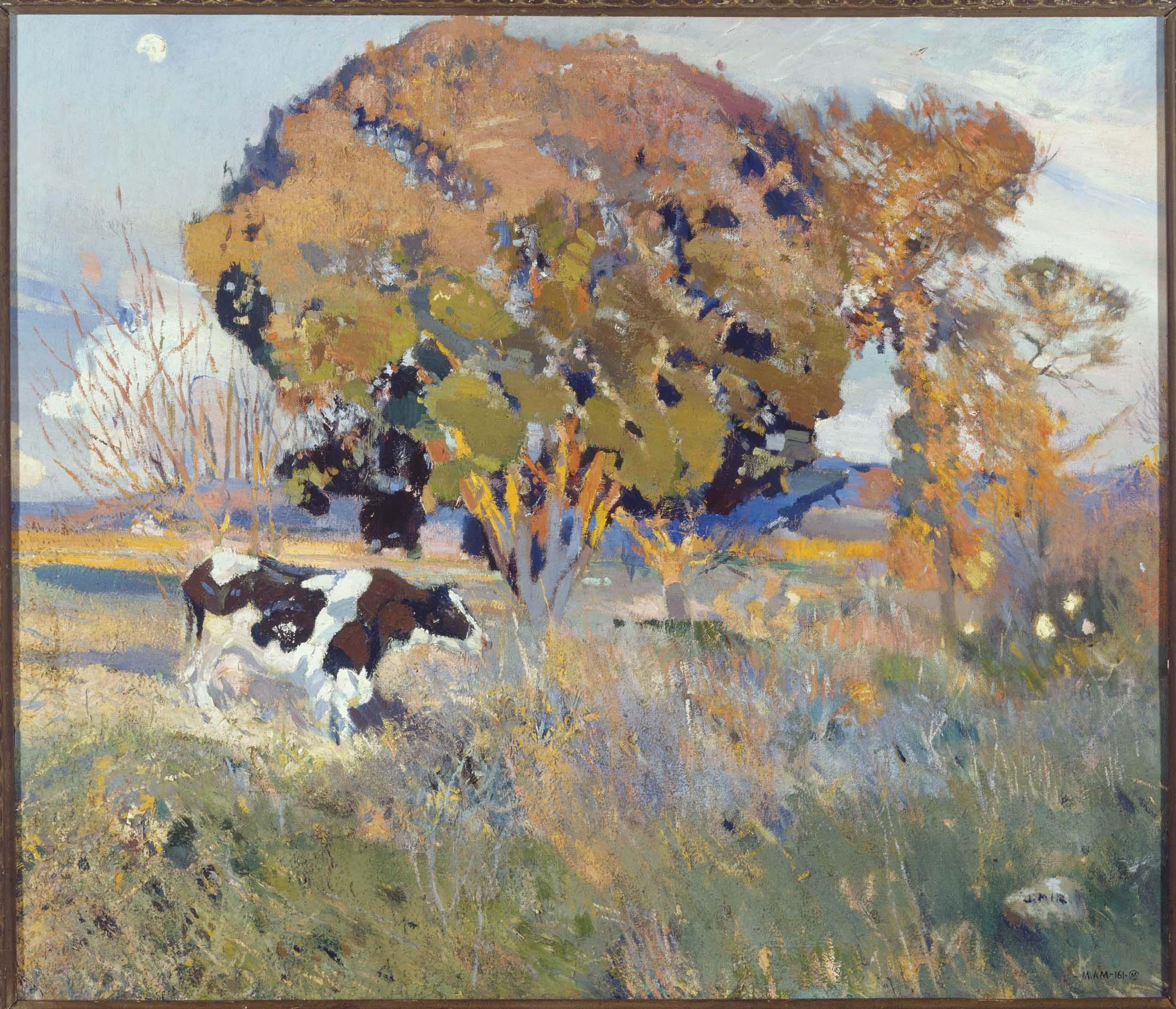
1915 Le Chêne et la Vache (Musée Reina Sofía)